# Holmbladsgade
Holmbladsgade er en gade på Amager, der binder Amagerbrogade og Strandlodsvej sammen. Navngivet i 1898 efter fabrikant Lauritz Peter Holmblad hvis farveri flyttede til gaden i 1903 (Sadolin & Holmblad).  Siden 1997 har Holmbladsgade og Holmbladsgadekvarteret været underlagt kvarterløft, der har ændret gaden til et levende sted med cafeer og småbutikker. Gaden præges af et nyt Idræts- og Kulturhus (2006) der er tegnet af Dorte Mandrup, der også har tegnet det lokale kvarterhus.
Før gaden blev opkaldt efter Holmblad, hed den Køhlertsvej og var oprindelig adgangsvej til Køhlerts Linnedfabrik, grundlagt omkring 1770 af tøjmager Køhlert.